# La Torre de Pèlis
La Torre de Pèlis (italià Torre Pellice, piemontès la Tor) és un municipi italià, situat a la ciutat metropolitana de Torí, a la regió del Piemont. L'any 2007 tenia 4.573 habitants. Està situat a la Vall Pellice, una de les Valls Occitanes. Limita amb els municipis d'Angruenha, Lusèrna Sant Joan, Rorà i lo Vilar de Pèlis.

## Administració
| Període | Identitat        | Partit        |
| ------- | ---------------- | ------------- |
| 2004-   | Claudio Bertalot | Llista cívica |

## Agermanaments
- La Gàrdia